# Tarypas
Tarypas lub Tarypos (gr.: Θαρύπας, Tharýpas) – król epirockich Molossów z dynastii Ajakidów w latach ok. 430–390 p.n.e. Syn nieznanego króla Molossów, syna króla Molossów Admetosa i królowej Ftii I.
Tarypas został wspomniany przez Tukidydesa, historyka ateńskiego, jak nieletni król w 429 p.n.e. pod opieką regenta Sabilintosa. Uważany jest za pierwszego, który wprowadził kulturę grecką do swojego kraju. Jako pierwszy w rodzie otrzymał honorowe obywatelstwo ateńskie. Pauzaniasz (ok. 115 – ok. 180), geograf grecki, podał, że od Taryposa do Pyrrosa (Neoptolemosa), syna Achillesa, jest piętnaście pokoleń. Tarypas z nieznaną żoną miał syna Alketasa, przyszłego króla Molossów.